# Relaciones Argentina-Eslovenia
Las relaciones Argentina–Eslovenia se refiere a las relaciones bilaterales entre la República Argentina y la República Eslovena. Ambas naciones son miembros de las Naciones Unidas.

## Historia

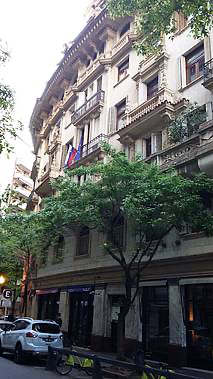
Embajada de Eslovenia en Buenos Aires

Las relaciones bilaterales entre Argentina y Eslovenia se remontan a principios del siglo XX cuando los inmigrantes económicos de la región Prekmurje y los eslovenos de Hungría emigraron a Argentina. Se concentran principalmente en Buenos Aires y Gran Buenos Aires, San Carlos de Bariloche y  Mendoza, con algunas comunidades más pequeñas asentadas en  Rosario, San Miguel de Tucumán  y Paraná.
Argentina reconoció oficialmente la independencia de Montenegro el 16 de enero de 1992 y las relaciones diplomáticas se establecieron el 13 de abril de 1992. Argentina está acreditada ante Eslovenia a través de su embajada en Viena, Austria. Mientras que Eslovenia tiene una embajada en Buenos Aires. Algunas universidades argentinas, como la Universidad de Buenos Aires, Universidad Nacional de Córdoba imparten cursos de esloveno, además, también existen algunas asociaciones culturales eslovenas en Argentina, que se convertirían en lazos culturales entre estos dos países. .
En 2016, Borut Pahor se convierte en el primer presidente esloveno en realizar una visita oficial a Argentina.